# NGC 4275
NGC 4275 est une petite galaxie spirale située dans la constellation de la Chevelure de Bérénice. NGC 4275 a été découverte par l'astronome germano-britannique William Herschel en 1785.

## Caractéristiques
NGC 4275 présente une large raie HI.

### Distance
Sa vitesse par rapport au fond diffus cosmologique est de 2 595 ± 21 km/s, ce qui correspond à une distance de Hubble de 38,3 ± 2,7 Mpc (∼125 millions d'al).
À ce jour, une mesure non basée sur le décalage vers le rouge (redshift) donne une distance d'environ 36,700 Mpc (∼120 millions d'al). Cette valeur est à l'intérieur des valeurs de la distance de Hubble.